# Vellozia ramosissima
Vellozia ramosissima är en enhjärtbladig växtart som beskrevs av Lyman Bradford Smith. Vellozia ramosissima ingår i släktet Vellozia och familjen Velloziaceae. Inga underarter finns listade.